# Copa Mercosul de 1999
A Copa Mercosul de 1999 foi segunda edição do torneio, que à época era a segunda competição mais importante da América do Sul (atrás apenas da Copa Libertadores da América, que à época cedia apenas duas vagas para cada país). A Copa Mercosul era disputada por clubes dos países membros plenos do Mercosul (Argentina, Brasil, Paraguai e Uruguai, além do associado Chile).
O Flamengo sagrou-se campeão, após vencer o Palmeiras no primeiro jogo, disputado no Maracanã, por 4 a 3, e empatar o segundo duelo, no Palestra Itália, por 3 a 3. Na semifinal, a equipe carioca havia passado pelo Peñarol, quando, no jogo de volta, disputado no Uruguai, houve uma pancadaria generalizada no final do jogo entre os jogadores das duas equipes. Este episódio foi eleito a 13.ª maior briga da história do futebol pela revista argentina El Gráfico.
Durante vinte anos, esta foi a última conquista internacional do Flamengo (até a conquista da Copa Libertadores da América de 2019), além de a primeira desde a Copa de Ouro Nicolás Leoz de 1996.
Durante este torneio também esteve em jogo a Recopa Sul-Americana de 1998, disputada entre o Cruzeiro — vencedor da Copa Libertadores da América de 1997 — e o River Plate — campeão da Supercopa Libertadores 1997. Ambas as equipes caíram no mesmo grupo, fazendo com que a Conmebol tomasse a decisão de fazer os confrontos entre os dois nesse caso, que também funcionaram como os cruzamentos definitivos da Recopa.

## Fórmula de disputa
A Copa Mercosul de 1999 foi disputada por vinte clubes, divididos em cinco grupos de quatro times cada, com turno e returno. Os vencedores de cada grupo e os três melhores segundos colocados classificar-se-iam para as quartas de final. As quartas de final e as semifinais seriam jogadas em ida e volta. A final tinha a particularidade de ter um jogo desempate caso cada um ganhasse um jogo, independentemente do somatório de gols.

## Transmissão
O torneio teria, pelo segundo ano seguido, transmissão do SBT, mas a emissora desistiu por conta do corte de gastos que a emissora estava promovendo, o que custou o fim das transmissões esportivas (ficou apenas a Fórmula Mundial). Quem transmitiu a competição com exclusividade no aberto foi a Band, que tinha parceria com a Traffic. No fechado, SporTV/FOX Sports voltaram a fazer parceria para mostrar o torneio.

## Equipes participantes
| País                      | Equipe                                                                         |
| ------------------------- | ------------------------------------------------------------------------------ |
| Argentina 6 participantes | Boca Juniors Independiente Racing Club River Plate San Lorenzo Vélez Sarsfield |
| Brasil 7 participantes    | Corinthians Cruzeiro Flamengo Grêmio Palmeiras São Paulo Vasco da Gama         |
| Chile 3 participantes     | Colo-Colo Universidad Católica Universidad de Chile                            |
| Paraguay 2 participantes  | Cerro Porteño Olimpia                                                          |
| Uruguay 2 participantes   | Nacional Peñarol                                                               |

## Primeira fase

### Grupo A
| Classificação - Grupo A | Classificação - Grupo A | Classificação - Grupo A | Classificação - Grupo A | Classificação - Grupo A | Classificação - Grupo A | Classificação - Grupo A | Classificação - Grupo A | Classificação - Grupo A | Classificação - Grupo A |
| Time                    | Time                    | PG                      | J                       | V                       | E                       | D                       | GP                      | GC                      | SG                      |
| ----------------------- | ----------------------- | ----------------------- | ----------------------- | ----------------------- | ----------------------- | ----------------------- | ----------------------- | ----------------------- | ----------------------- |
| 1                       | Cruzeiro                | 16                      | 6                       | 5                       | 1                       | 0                       | 16                      | 2                       | 14                      |
| 2                       | Palmeiras               | 11                      | 6                       | 3                       | 2                       | 1                       | 19                      | 10                      | 9                       |
| 3                       | River Plate             | 7                       | 6                       | 2                       | 1                       | 3                       | 8                       | 11                      | -3                      |
| 4                       | Racing                  | 0                       | 6                       | 0                       | 0                       | 6                       | 2                       | 22                      | -20                     |

| Jogo 1  | 27 de julho    | River Plate | 3 - 3 | Palmeiras   | Buenos Aires   |
| Jogo 2  | 3 de agosto    | Cruzeiro    | 2 - 0 | River Plate | Belo Horizonte |
| Jogo 3  | 5 de agosto    | Palmeiras   | 7 - 0 | Racing      | São Paulo      |
| Jogo 4  | 12 de agosto   | River Plate | 4 - 0 | Racing      | Buenos Aires   |
| Jogo 5  | 26 de agosto   | Palmeiras   | 2 - 2 | Cruzeiro    | São Paulo      |
| Jogo 6  | 1 de setembro  | Cruzeiro    | 2 - 0 | Racing      | Belo Horizonte |
| Jogo 7  | 2 de setembro  | Palmeiras   | 3 - 0 | River Plate | São Paulo      |
| Jogo 8  | 9 de setembro  | Racing      | 2 - 4 | Palmeiras   | Avellaneda     |
| Jogo 9  | 15 de setembro | Racing      | 0 - 4 | Cruzeiro    | Avellaneda     |
| Jogo 10 | 23 de setembro | River Plate | 0 - 3 | Cruzeiro    | Buenos Aires   |
| Jogo 11 | 6 de outubro   | Racing      | 0 - 1 | River Plate | Avellaneda     |
| Jogo 12 | 7 de outubro   | Cruzeiro    | 3 - 0 | Palmeiras   | Belo Horizonte |

- Por desacerto de datas, as duas partidas entre o Cruzeiro e o River Plate foram válidas também como jogos da Recopa Sul-Americana de 1998.

### Grupo B
| Classificação - Grupo B | Classificação - Grupo B | Classificação - Grupo B | Classificação - Grupo B | Classificação - Grupo B | Classificação - Grupo B | Classificação - Grupo B | Classificação - Grupo B | Classificação - Grupo B | Classificação - Grupo B |
| Time                    | Time                    | PG                      | J                       | V                       | E                       | D                       | GP                      | GC                      | SG                      |
| ----------------------- | ----------------------- | ----------------------- | ----------------------- | ----------------------- | ----------------------- | ----------------------- | ----------------------- | ----------------------- | ----------------------- |
| 1                       | Independiente           | 11                      | 6                       | 3                       | 2                       | 1                       | 7                       | 5                       | 2                       |
| 2                       | Corinthians             | 10                      | 6                       | 3                       | 1                       | 2                       | 10                      | 5                       | 5                       |
| 3                       | Grêmio                  | 8                       | 6                       | 2                       | 2                       | 2                       | 5                       | 6                       | -1                      |
| 4                       | Vélez Sarsfield         | 3                       | 6                       | 0                       | 3                       | 3                       | 3                       | 9                       | -6                      |

| Jogo 1  | 28 de julho    | Corinthians     | 1 - 2 | Independiente   | São Paulo    |
| Jogo 2  | 28 de julho    | Vélez Sarsfield | 1 - 1 | Grêmio          | Buenos Aires |
| Jogo 3  | 5 de agosto    | Independiente   | 1 - 1 | Vélez Sarsfield | Avellaneda   |
| Jogo 4  | 10 de agosto   | Vélez Sarsfield | 0 - 3 | Corinthians     | Buenos Aires |
| Jogo 5  | 11 de agosto   | Grêmio          | 2 - 0 | Independiente   | Porto Alegre |
| Jogo 6  | 24 de agosto   | Grêmio          | 1 - 0 | Vélez Sarsfield | Porto Alegre |
| Jogo 7  | 27 de agosto   | Grêmio          | 0 - 0 | Corinthians     | Porto Alegre |
| Jogo 8  | 16 de setembro | Corinthians     | 4 - 1 | Grêmio          | São Paulo    |
| Jogo 9  | 21 de setembro | Vélez Sarsfield | 1 - 1 | Independiente   | Buenos Aires |
| Jogo 10 | 28 de setembro | Independiente   | 2 - 0 | Corinthians     | Avellaneda   |
| Jogo 11 | 5 de outubro   | Corinthians     | 2 - 0 | Vélez Sarsfield | São Paulo    |
| Jogo 12 | 5 de outubro   | Independiente   | 1 - 0 | Grêmio          | Avellaneda   |

### Grupo C
| Classificação - Grupo C | Classificação - Grupo C | Classificação - Grupo C | Classificação - Grupo C | Classificação - Grupo C | Classificação - Grupo C | Classificação - Grupo C | Classificação - Grupo C | Classificação - Grupo C | Classificação - Grupo C |
| Time                    | Time                    | PG                      | J                       | V                       | E                       | D                       | GP                      | GC                      | SG                      |
| ----------------------- | ----------------------- | ----------------------- | ----------------------- | ----------------------- | ----------------------- | ----------------------- | ----------------------- | ----------------------- | ----------------------- |
| 1                       | San Lorenzo             | 12                      | 6                       | 4                       | 0                       | 2                       | 8                       | 5                       | 3                       |
| 2                       | Boca Juniors            | 10                      | 6                       | 3                       | 1                       | 2                       | 10                      | 5                       | 5                       |
| 3                       | São Paulo               | 10                      | 6                       | 3                       | 1                       | 2                       | 11                      | 8                       | 3                       |
| 4                       | Universidad Católica    | 3                       | 6                       | 1                       | 0                       | 5                       | 2                       | 13                      | -11                     |

| Jogo 1  | 27 de julho    | Universidad Católica | 1 - 0 | San Lorenzo          | Santiago     |
| Jogo 2  | 1 de agosto    | Boca Juniors         | 5 - 1 | São Paulo            | Buenos Aires |
| Jogo 3  | 4 de agosto    | San Lorenzo          | 1 - 0 | Boca Juniors         | Buenos Aires |
| Jogo 4  | 11 de agosto   | Universidad Católica | 0 - 3 | São Paulo            | Santiago     |
| Jogo 5  | 25 de agosto   | São Paulo            | 4 - 1 | San Lorenzo          | São Paulo    |
| Jogo 6  | 26 de agosto   | Boca Juniors         | 1 - 0 | Universidad Católica | Buenos Aires |
| Jogo 7  | 7 de setembro  | San Lorenzo          | 4 - 0 | Universidad Católica | Buenos Aires |
| Jogo 8  | 8 de setembro  | São Paulo            | 1 - 1 | Boca Juniors         | São Paulo    |
| Jogo 9  | 22 de setembro | São Paulo            | 2 - 0 | Universidad Católica | São Paulo    |
| Jogo 10 | 22 de setembro | Boca Juniors         | 0 - 1 | San Lorenzo          | Buenos Aires |
| Jogo 11 | 7 de outubro   | San Lorenzo          | 1 - 0 | São Paulo            | Buenos Aires |
| Jogo 12 | 7 de outubro   | Universidad Católica | 1 - 3 | Boca Juniors         | Santiago     |

### Grupo D
| Classificação - Grupo D | Classificação - Grupo D | Classificação - Grupo D | Classificação - Grupo D | Classificação - Grupo D | Classificação - Grupo D | Classificação - Grupo D | Classificação - Grupo D | Classificação - Grupo D | Classificação - Grupo D |
| Time                    | Time                    | PG                      | J                       | V                       | E                       | D                       | GP                      | GC                      | SG                      |
| ----------------------- | ----------------------- | ----------------------- | ----------------------- | ----------------------- | ----------------------- | ----------------------- | ----------------------- | ----------------------- | ----------------------- |
| 1                       | Peñarol                 | 12                      | 6                       | 3                       | 3                       | 0                       | 10                      | 7                       | 3                       |
| 2                       | Nacional                | 10                      | 6                       | 3                       | 1                       | 2                       | 10                      | 6                       | 4                       |
| 3                       | Vasco da Gama           | 8                       | 6                       | 2                       | 2                       | 2                       | 9                       | 8                       | 1                       |
| 4                       | Cerro Porteño           | 2                       | 6                       | 0                       | 2                       | 4                       | 9                       | 17                      | -8                      |

| Jogo 1  | 28 de julho    | Nacional      | 3 - 1 | Cerro Porteño | Montevidéu     |
| Jogo 2  | 29 de julho    | Peñarol       | 2 - 1 | Vasco da Gama | Montevidéu     |
| Jogo 3  | 3 de agosto    | Vasco da Gama | 1 - 0 | Nacional      | Rio de Janeiro |
| Jogo 4  | 11 de agosto   | Cerro Porteño | 2 - 2 | Peñarol       | Assunção       |
| Jogo 5  | 24 de agosto   | Cerro Porteño | 1 - 1 | Vasco da Gama | Assunção       |
| Jogo 6  | 25 de agosto   | Peñarol       | 0 - 0 | Nacional      | Montevidéu     |
| Jogo 7  | 31 de agosto   | Vasco da Gama | 1 - 1 | Peñarol       | Rio de Janeiro |
| Jogo 8  | 7 de setembro  | Nacional      | 3 - 0 | Vasco da Gama | Montevidéu     |
| Jogo 9  | 15 de setembro | Peñarol       | 3 - 2 | Cerro Porteño | Montevidéu     |
| Jogo 10 | 29 de setembro | Cerro Porteño | 2 - 3 | Nacional      | Assunção       |
| Jogo 11 | 5 de outubro   | Vasco da Gama | 5 - 1 | Cerro Porteño | Rio de Janeiro |
| Jogo 12 | 5 de outubro   | Nacional      | 1 - 2 | Peñarol       | Montevidéu     |

### Grupo E
| Classificação - Grupo E | Classificação - Grupo E | Classificação - Grupo E | Classificação - Grupo E | Classificação - Grupo E | Classificação - Grupo E | Classificação - Grupo E | Classificação - Grupo E | Classificação - Grupo E | Classificação - Grupo E |
| Time                    | Time                    | PG                      | J                       | V                       | E                       | D                       | GP                      | GC                      | SG                      |
| ----------------------- | ----------------------- | ----------------------- | ----------------------- | ----------------------- | ----------------------- | ----------------------- | ----------------------- | ----------------------- | ----------------------- |
| 1                       | Olímpia                 | 12                      | 6                       | 4                       | 0                       | 2                       | 10                      | 7                       | 3                       |
| 2                       | Flamengo                | 10                      | 6                       | 3                       | 1                       | 2                       | 16                      | 8                       | 8                       |
| 3                       | Colo-Colo               | 8                       | 6                       | 2                       | 2                       | 2                       | 6                       | 8                       | -2                      |
| 4                       | Universidad de Chile    | 4                       | 6                       | 1                       | 1                       | 4                       | 4                       | 13                      | -9                      |

| Jogo 1  | 27 de julho    | Flamengo             | 2 - 1 | Olímpia              | Rio de Janeiro |
| Jogo 2  | 28 de julho    | Universidad de Chile | 0 - 2 | Colo-Colo            | Santiago       |
| Jogo 3  | 4 de agosto    | Colo-Colo            | 0 - 4 | Flamengo             | Santiago       |
| Jogo 4  | 4 de agosto    | Olímpia              | 2 - 1 | Universidad de Chile | Assunção       |
| Jogo 5  | 12 de agosto   | Colo-Colo            | 1 - 0 | Olímpia              | Santiago       |
| Jogo 6  | 26 de agosto   | Universidad de Chile | 2 - 0 | Flamengo             | Santiago       |
| Jogo 7  | 8 de setembro  | Olímpia              | 3 - 1 | Flamengo             | Assunção       |
| Jogo 8  | 9 de setembro  | Colo-Colo            | 0 - 0 | Universidad de Chile | Santiago       |
| Jogo 9  | 15 de setembro | Universidad de Chile | 1 - 2 | Olímpia              | Santiago       |
| Jogo 10 | 21 de setembro | Flamengo             | 2 - 2 | Colo-Colo            | Rio de Janeiro |
| Jogo 11 | 7 de outubro   | Flamengo             | 7 - 0 | Universidad de Chile | Rio de Janeiro |
| Jogo 12 | 7 de outubro   | Olímpia              | 2 - 1 | Colo-Colo            | Assunção       |

### Melhores segundos colocados
Os três melhores segundos colocados classificaram-se para as quartas de final.
| Equipe        | Grupo | PG | J | V | E | D | GP | GC | SG |
| ------------- | ----- | -- | - | - | - | - | -- | -- | -- |
| Palmeiras     | A     | 11 | 6 | 3 | 2 | 1 | 19 | 10 | 9  |
| Flamengo      | E     | 10 | 6 | 3 | 1 | 2 | 16 | 8  | 8  |
| Corinthians*  | B     | 10 | 6 | 3 | 1 | 2 | 10 | 5  | 5  |
| Boca Juniors* | C     | 10 | 6 | 3 | 1 | 2 | 10 | 5  | 5  |
| Nacional      | D     | 10 | 6 | 3 | 1 | 2 | 10 | 6  | 4  |

- Corinthians e Boca Juniors empataram em todos os critérios — em ordem: pontos, saldo de gols e gols a favor —, com isso, a Conmebol teve de realizar um sorteio para desempatar.[12] A Conmebol chegou a sugerir a disputa de uma partida entre as duas equipes para definir quem prosseguiria no torneio, mas os dirigentes do clube paulista recusaram a proposta por causa do calendário brasileiro. O sorteio foi realizado no dia 11 de novembro e teve o Corinthians como o vencedor, sendo o oitavo classificado e o Boca Juniors eliminado.[13]

## Segunda fase

### Diagrama do mata-mata
|  | Quartas de final | Quartas de final | Quartas de final | Quartas de final |               |             | Semifinais | Semifinais | Semifinais |  |          | Final | Final | Final |
|  |                  |                  |                  |                  |               |             |            |            |            |  |          |       |       |       |
|  | 1                | Olimpia          | 1                | 0                |               |             |            |            |            |  |          |       |       |       |
|  | 8                | Peñarol          | 0                | 3                |               |             |            |            |            |  |          |       |       |       |
|  | 8                | Peñarol          | 0                | 3                |               | Flamengo    | 3          | 2          |            |  |          |       |       |       |
|  |                  |                  |                  |                  |               | Flamengo    | 3          | 2          |            |  |          |       |       |       |
|  |                  | Peñarol          | 0                | 3                |               |             |            |            |            |  |          |       |       |       |
|  | 4                | Peñarol          | 0                | 3                | Independiente | 1           | 0          |            |            |  |          |       |       |       |
|  | 4                |                  |                  |                  | Independiente | 1           | 0          |            |            |  |          |       |       |       |
|  | 5                | Flamengo         | 1                | 4                |               |             |            |            |            |  |          |       |       |       |
|  | 5                | Flamengo         | 1                | 4                |               |             |            |            |            |  | Flamengo | 4     | 3     |       |
|  |                  |                  |                  |                  |               |             |            |            |            |  | Flamengo | 4     | 3     |       |
|  |                  | Palmeiras        | 3                | 3                |               |             |            |            |            |  |          |       |       |       |
|  | 3                | Palmeiras        | 3                | 3                | San Lorenzo   | 2           | 2          |            |            |  |          |       |       |       |
|  | 3                |                  |                  |                  | San Lorenzo   | 2           | 2          |            |            |  |          |       |       |       |
|  | 6                | Corinthians      | 1                | 1                |               |             |            |            |            |  |          |       |       |       |
|  | 6                | Corinthians      | 1                | 1                |               | San Lorenzo | 1          | 0          |            |  |          |       |       |       |
|  |                  |                  |                  |                  |               | San Lorenzo | 1          | 0          |            |  |          |       |       |       |
|  |                  | Palmeiras        | 0                | 3                |               |             |            |            |            |  |          |       |       |       |
|  | 2                | Palmeiras        | 0                | 3                | Palmeiras     | 7           | 0          |            |            |  |          |       |       |       |
|  | 2                |                  |                  |                  | Palmeiras     | 7           | 0          |            |            |  |          |       |       |       |
|  | 7                | Cruzeiro         | 3                | 2                |               |             |            |            |            |  |          |       |       |       |
|  | 7                | Cruzeiro         | 3                | 2                |               |             |            |            |            |  |          |       |       |       |

### Fichas técnicas das partidas

#### Quartas de final

##### Jogos de ida
| 22 de outubro | Palmeiras                                                          | 7 – 3         | Cruzeiro                                        |  |
|               | Paulo Nunes 16', 90' · Evair 56', 79' · Alex 77' · Euller 86', 90' | Ficha Técnica | Isaías 19' · Ricardinho 28' · Marcelo Ramos 84' |  |

| 2 de novembro | Independiente | 1 – 1 | Flamengo         |  |
|               | Calderón 76'  |       | Fábio Baiano 60' |  |

| 21 de outubro | San Lorenzo                             | 2 – 1    | Corinthians    |  |
|               | Márcio Costa 43' (contra) · Córdoba 66' | Detalhes | Ricardinho 25' |  |

| 20 de outubro | Olimpia    | 1 – 0 | Peñarol |  |
|               | Monzón 70' |       |         |  |

##### Jogos de volta
| 29 de outubro | Cruzeiro               | 2 – 0 | Palmeiras |  |
|               | Müller 45' · Valdo 48' |       |           |  |

Palmeiras venceu por 7–5 no agregado.
| 5 de novembro | Flamengo                                                  | 4 – 0                  | Independiente |  |
|               | Leandro Machado 17', 55' · Fábio Baiano 20' · Romário 24' | Detalhes Ficha Técnica |               |  |

Flamengo venceu por 5–1 no agregado.
| 27 de outubro | Corinthians | 1 – 2    | San Lorenzo            |  |
|               | Edilson 14' | Detalhes | Franco 17' · Romeo 51' |  |

San Lorenzo venceu por 4–2 no agregado.
| 27 de outubro | Peñarol                                       | 3 – 0 | Olimpia |  |
|               | Gabriel Cedrés 15' · Walter Pandiani 49', 64' |       |         |  |

Peñarol venceu por 3–1 no agregado.

#### Semifinais

##### Jogos de ida
| 18 de novembro | San Lorenzo        | 1 – 0    | Palmeiras |  |
|                | Córdoba 57' (pen.) | Detalhes |           |  |

| 25 de novembro | Flamengo                                    | 3 – 0    | Peñarol |  |
|                | Leandro Machado 29' · Maurinho 44' · Lê 82' | Detalhes |         |  |

##### Jogos de volta
| 7 de dezembro | Palmeiras                               | 3 – 0    | San Lorenzo |  |
|               | Júnior Baiano 3' · Arce 75', 90' (pen.) | Detalhes |             |  |

Palmeiras venceu por 3–1 no agregado.
| 9 de dezembro | Peñarol                                        | 3 – 2    | Flamengo                           |  |
|               | Bengoechea 45', 90' (pen.) · Martin Garcia 79' | Detalhes | Athirson 70' (pen.) · Reinaldo 78' |  |

Flamengo venceu por 5–3 no agregado.

#### Final
Conforme o regulamento, caso as duas primeiras partidas terminassem com um placar igual no agregado, seria necessária uma terceira partida.

##### Primeira partida
| 16 de dezembro de 1999 21h45 | Flamengo                               | 4 – 3     | Palmeiras                                          | Maracanã Rio de Janeiro, Brasil                                                                           |
|                              | Juan 5' · Caio 70', 73' · Reinaldo 89' | Relatório | Júnior Baiano 44' · Asprilla 67' · Paulo Nunes 72' | Público: 13 414 Árbitro: Wílson de Souza Mendonça Auxiliares: Arnaldo Menezes e Eduardo Cyreno de Meneses |

##### Segunda partida
| 20 de dezembro de 1999 21h45 | Palmeiras                       | 3 – 3     | Flamengo                               | Palestra Itália, São Paulo, Brasil       |
|                              | Arce 20', 57' · Paulo Nunes 65' | Relatório | Caio 46' · Rodrigo Mendes 56' · Lê 83' | Público: 32 000 Árbitro: Luciano Almeida |

* Carga total de ingressos disponibilizada e esgotada, pois o estádio estava em reformas

## Premiação
| Copa Mercosul de 1999         |
| ----------------------------- |
| FLAMENGO Campeão (1.º título) |

## Estatísticas

### Clasificação geral
| Posição | Equipe               | PG | J  | V | E | D | GP | GC | SG  | AP%    |
| ------- | -------------------- | -- | -- | - | - | - | -- | -- | --- | ------ |
| 1       | Flamengo             | 21 | 12 | 6 | 3 | 3 | 33 | 18 | 15  | 58,33% |
| 2       | Palmeiras            | 18 | 12 | 5 | 3 | 4 | 35 | 23 | 12  | 50%    |
| 3       | San Lorenzo          | 21 | 10 | 7 | 0 | 3 | 13 | 10 | 3   | 70%    |
| 4       | Peñarol              | 18 | 10 | 5 | 3 | 2 | 16 | 13 | 3   | 60%    |
| 5       | Cruzeiro             | 19 | 8  | 6 | 1 | 1 | 21 | 9  | 12  | 79,16% |
| 6       | Olimpia              | 15 | 8  | 5 | 0 | 3 | 11 | 10 | 1   | 62,50% |
| 7       | Independiente        | 12 | 8  | 3 | 3 | 2 | 8  | 10 | −2  | 50%    |
| 8       | Corinthians          | 10 | 8  | 3 | 1 | 4 | 12 | 9  | 3   | 41,66% |
| 9       | Boca Juniors         | 10 | 6  | 3 | 1 | 2 | 10 | 5  | 5   | 55,55% |
| 10      | Nacional             | 10 | 6  | 3 | 1 | 2 | 10 | 6  | 4   | 55,55% |
| 11      | São Paulo            | 10 | 6  | 3 | 1 | 2 | 11 | 8  | 3   | 55,55% |
| 12      | Vasco da Gama        | 8  | 6  | 2 | 2 | 2 | 9  | 8  | 1   | 44,44% |
| 13      | Grêmio               | 8  | 6  | 2 | 2 | 2 | 5  | 6  | –1  | 44,44% |
| 14      | Colo-Colo            | 8  | 6  | 2 | 2 | 2 | 6  | 8  | –2  | 44,44% |
| 15      | River Plate          | 7  | 6  | 2 | 1 | 3 | 8  | 11 | –3  | 38,88% |
| 16      | Universidad de Chile | 4  | 6  | 1 | 1 | 4 | 4  | 13 | –9  | 22,22% |
| 17      | Vélez Sarsfield      | 3  | 6  | 0 | 3 | 3 | 3  | 9  | –6  | 16,66% |
| 18      | Universidad Católica | 3  | 6  | 1 | 0 | 5 | 2  | 13 | –11 | 16,66% |
| 19      | Cerro Porteño        | 2  | 6  | 0 | 2 | 4 | 9  | 17 | –8  | 11,11% |
| 20      | Racing Club          | 0  | 6  | 0 | 0 | 6 | 2  | 22 | –20 | 0%     |

### Artilheiros
| Jogador                    | Clube        | Gols |
| -------------------------- | ------------ | ---- |
| Romário                    | Flamengo     | 8    |
| Marcelo Silva Ramos        | Cruzeiro     | 6    |
| Guillermo Barros Schelotto | Boca Juniors | 5    |
| Walter Pandiani            | Peñarol      | 5    |
| Martín Cardetti            | River Plate  | 4    |
| Euller                     | Palmeiras    | 4    |
| Evair                      | Palmeiras    | 4    |
| Fernando Baiano            | Corinthians  | 4    |
| França                     | São Paulo    | 4    |
| Paulo Nunes                | Palmeiras    | 4    |
| Milton Núñez               | Nacional     | 4    |
| Oséas                      | Palmeiras    | 4    |
| Bernardo Romeo             | San Lorenzo  | 4    |